# Museo Bullock de Historia del Estado de Texas

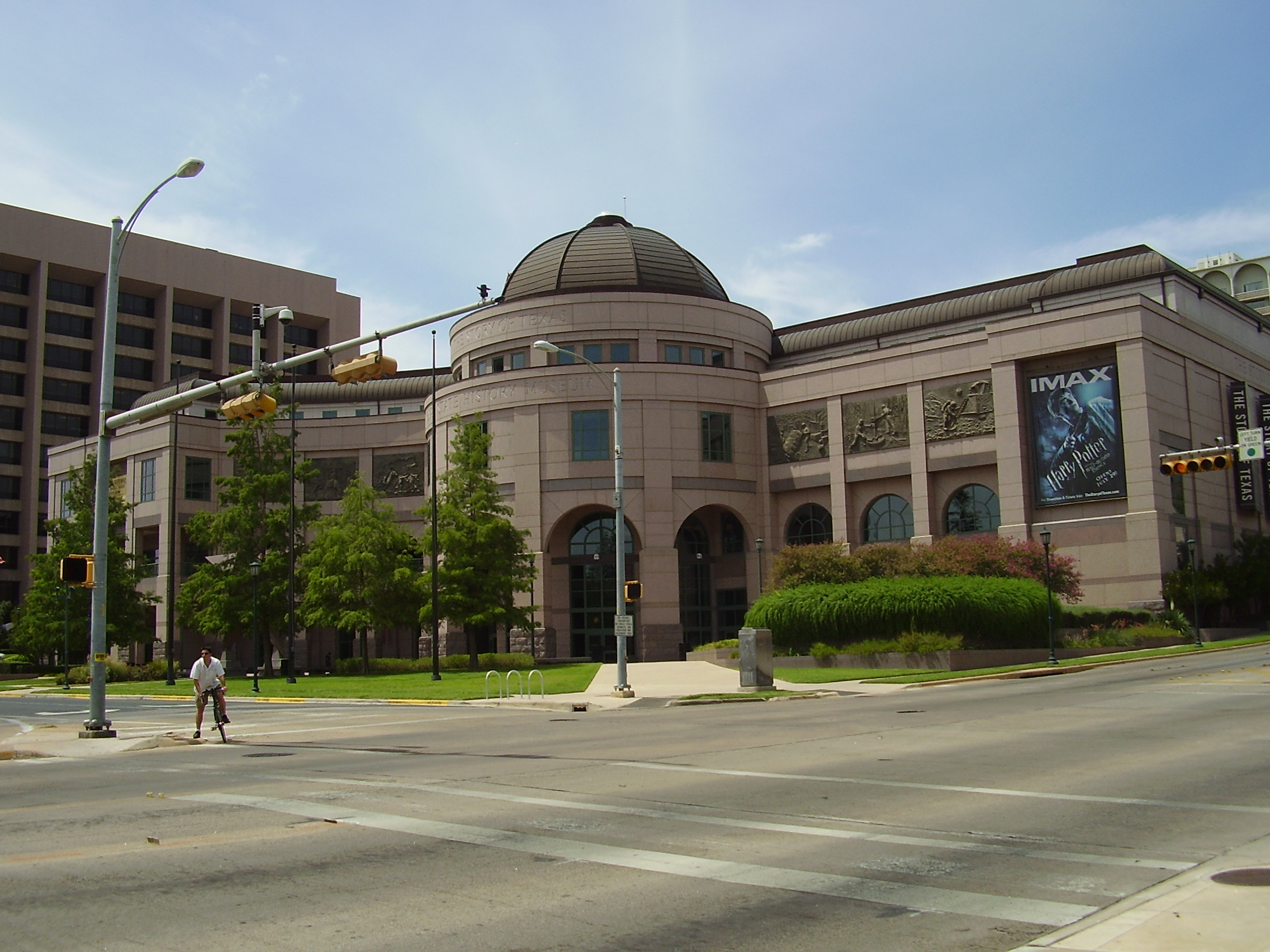
Museo Bullock de Historia del Estado de Texas

El Museo Bullock de Historia del Estado de Texas (Bullock Texas State History Museum) es un museo de historia de Texas en Downtown Austin, Texas. El Comité Estatal de Conservación de Texas gestiona el museo. El museo, con una área de 175.000 pies cuadrados, tiene una sala para contar historias de 200 asientos, una galería de exhibiciones temporales de 7,000 pies cuadrados, un café, y un IMAX de 400 asientos.